# Пархоменко Володимир Іванович
Володимир Іванович Пархоменко (рос. Владимир Иванович Пархоменко, нар. 17 жовтня 1957, Жданов, УРСР) — радянський та український футболіст, тренер, майстер спорту СРСР (1983).

## Кар'єра гравця
Вихованець жданівського футболу. Перший тренер — І.М. Брискін. 
У командах майстрів дебютував у 1975 році в команді другої ліги «Локомотив» (Жданов). 
У 1978-1979 провів 12 матчів у першій лізі за «Динамо» (Ленінград), в 1980-1982 роках грав за «Динамо» (Кіров). З 1983 року — в клубі вищої ліги «Шахтар» (Донецьк). У 76 матчах чемпіонату СРСР відзначився 4-ма голами. В сезоні 1983/1984 в складі гірників провів 6 матчів у єврокубках. По ходу сезону-1988 перейшов у «Гурію» (Ланчхуті). 
Потім грав за команди нижчих радянських ліг «Металург» (Запоріжжя) (1989), «Локомотив» (Горький) (1989), «Кривбас» (Кривий Ріг) (1990), «Приборист» (Мукачево) (1990). Виступав у чемпіонаті Угорщини за «Діошдьйор» (Мішкольц) (1990/91 — 1992/93), угорський ФК «Егер» (1992/93, 1994/95), клуб української другої ліги «Бажановець» (1993/94).
Після виступів у другій лізі завершив віступи гравця на професійному рівні, але продовжив грати за аматорський клуб «Атон» (Донецьк).

## Тренерська діяльність
Після завершення кар'єри гравця працював в українських клубах «Машинобудівник» (Дружківка) (2001, головний тренер), «Спартак» (Суми) (2002, 2005, головний тренер), «Арсенал» Харків (2003-2004, тренер), «Шахтар» (Донецьк) (тренер-селекціонер), «Еліор» (Макіївка) (2012, головний тренер).
В 2013 році отримав тренерську ліцензію «А+В», яка дає право бути помічником тренера у любому футбольному клубові чи стати головним тренером команди першої або другої ліги. 
Останнім часом перебуває на пенсії.

## Досягнення
- Кубок СРСР
  -  Володар (1): 1983
  -  Фіналіст (2): 1985, 1986

- Суперкубок СРСР
  -  Володар (1): 1984
  -  Фіналіст (1): 1986